# Американские геоемиды
Американские геоемиды (лат. Rhinoclemmys) — род черепах из семейства азиатских пресноводных (Geoemydidae). Включает 9 видов.

## Описание
Общая длина представителей этого рода колеблется от 20 до 32 см. Голова короткая уплощенная или овальная. Глаза расположены по бокам. Ряд видов имеет «нос», который выдается вперед. У разных видов он отличается по длине. У части этих черепах есть перепонки на задних лапах. Окраска темная с многочисленными крупными светлыми пятнами, в основном зелёные.

## Образ жизни
Населяют тропические влажные леса, кустарники, саванны, болота, пруды, ручьи и реки. Поедают рыбу, моллюсков, беспозвоночных, растительную пищу.
Самки откладывают до 10 яиц. За сезон бывает несколько кладок.

## Распространение
Обитают в Северной, Центральной и Южной Америке.

## Виды
Род включает 9 видов:
- Rhinoclemmys annulata (Gray, 1860) — Коричневая американская геоемида[1]
- Rhinoclemmys areolata (A.M.C. Duméril, Bibron & A.H.A. Duméril, 1851) — Центральноамериканская геоемида[3]
- Rhinoclemmys diademata (Mertens, 1954)
- Rhinoclemmys funerea (Cope, 1875)
- Rhinoclemmys melanosterna (Gray, 1861) — Колумбийская геоемида[1]
- Rhinoclemmys nasuta (Boulenger, 1902)
- Rhinoclemmys pulcherrima (Gray, 1855) — Великолепная черепаха[1]
- Rhinoclemmys punctularia (Daudin, 1801) — Южноамериканская килевая черепаха[1]
- Rhinoclemmys rubida (Cope, 1870) — Мексиканская геоемида[3]